# Флоріанополіс
Флоріанополіс (порт. Florianópolis) — місто в Бразилії, столиця штату Санта-Катаріна. Станом 2022 рік населення становить 537 211 осіб.
Більша частина міста розташована на острові Санта-Катаріна в Атлантичному океані. Острів оточений кількома маленькими островами з фортами, які захищали місто в 17-ому столітті. Більшість населення мешкає на північній половині острова, південна половина більш ізольована і менш розвинена. Спочатку місто заселили португальці, переважно з Азорських островів, але потім тут оселилася значна кількість німецьких та італійських іммігрантів, як і у всьому штаті.
Флоріанополіс — популярний центр туризму Південної Америки, перш за все через своє розташування та піщані пляжі.

## Уродженці
- Вільям Потткер (* 1993) — бразильський футболіст.

## Галерея

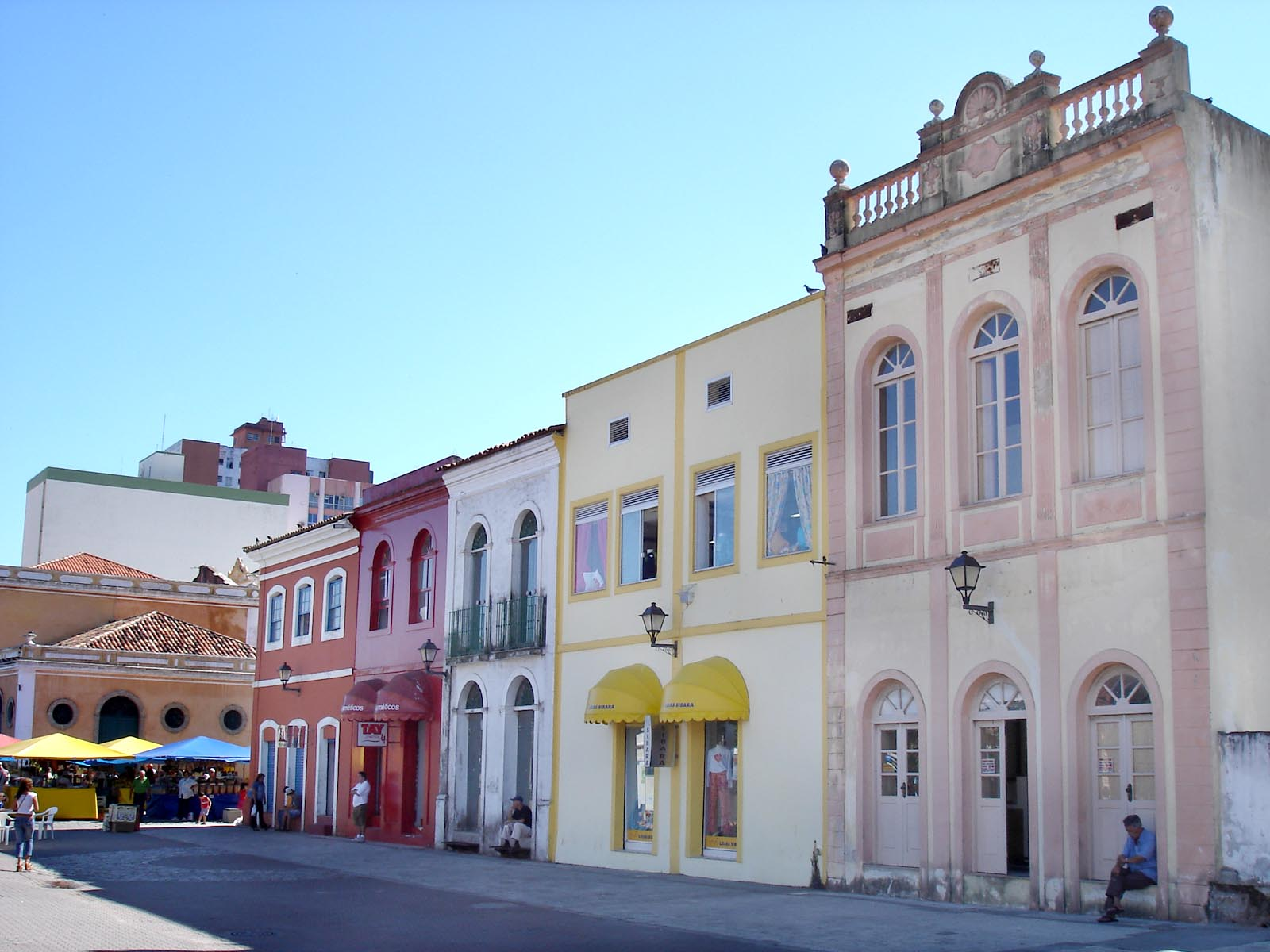
Історичний центр міста
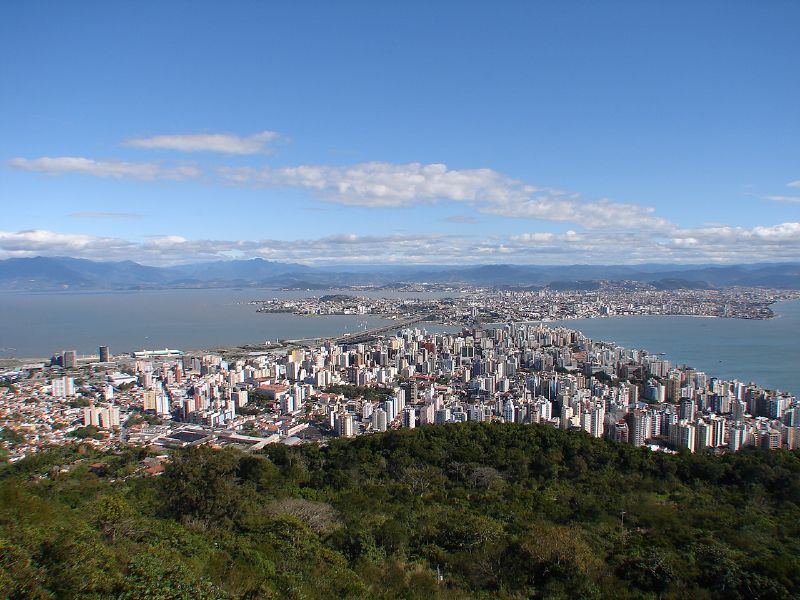
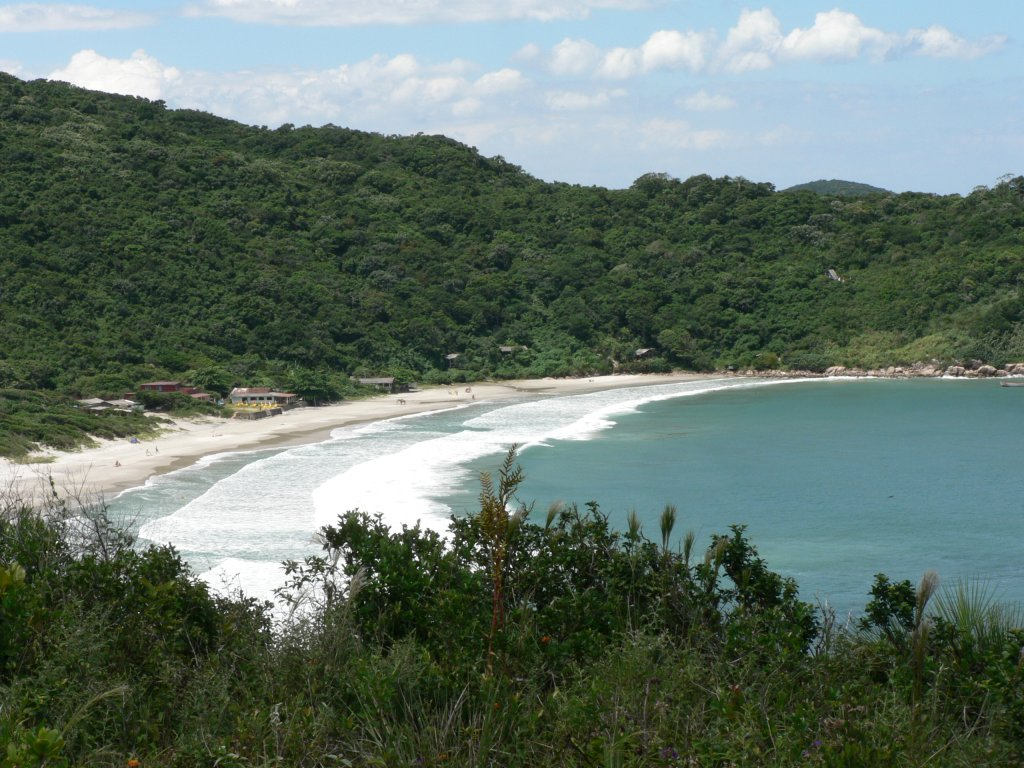
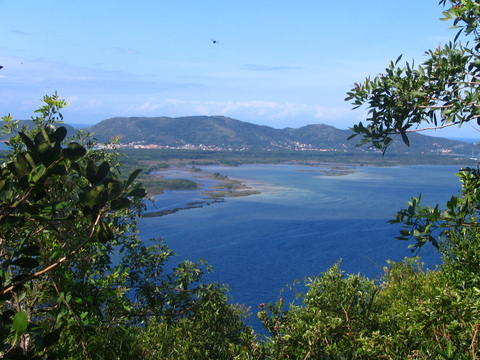
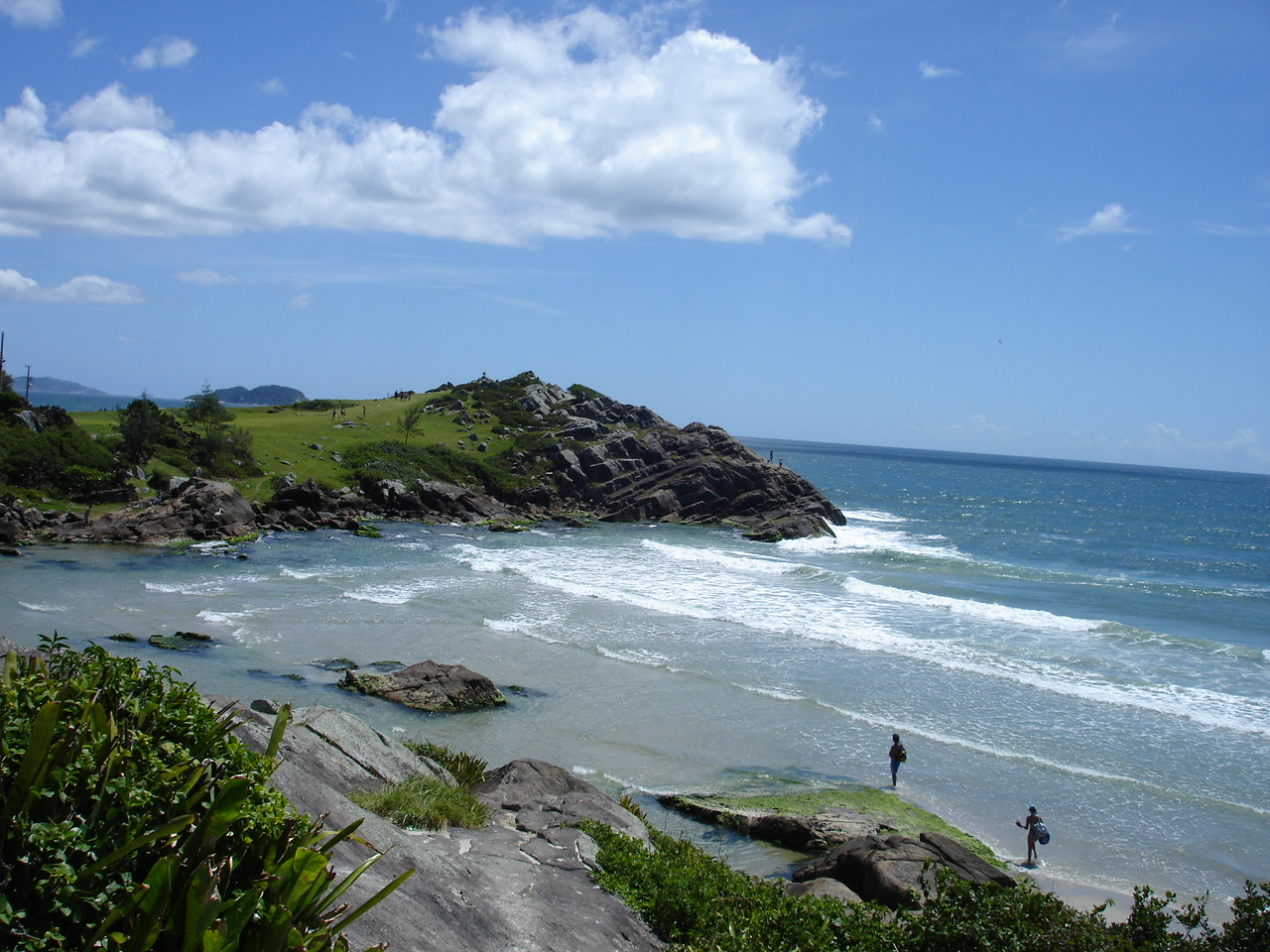